# Protocolización
La protocolización es el acto por el cual un notario o escribano incorpora los documentos y actas que autoriza a un protocolo notarial, que a su vez constituye una serie ordenada de escrituras matrices dotadas de formalidades específicas determinadas por la ley, que posteriormente pueden convertirse en escrituras públicas. Este procedimiento puede realizarse por solicitud de particulares o por orden de las autoridades judiciales, siendo que la incorporación de los documentos a un protocolo sirve para dar constancia ante terceros sobre su identidad y existencia en la fecha correspondiente.